# Goalball na Letnich Igrzyskach Paraolimpijskich 2004
Goalball na Letnich Igrzyskach Paraolimpijskich 2004 w Atenach rozgrywany był między 20.09 – 26 września, w hali Faliro Sports Pavilion Arena. Do igrzysk zakwalifikowało się 12 drużyn – w turnieju mężczyzn, i 8 – w turnieju kobiet.

## Medaliści
| Konkurencja                  | Złoto | Srebro | Brąz |
| Turniej mężczyzn (szczegóły) | Dania · Martin Enggaard Pedersen · Soren Holmgren Jensen · Ricky Nielsen · Kenneth Hansen · Peter Weichel | Szwecja · Boris Samuelsson · Jimmy Bjoerkstrand · Niklas Hultqvist · Mikael Rendahl · Mikael Aspegren · Oskar Kuus  | Stany Zjednoczone · Christopher Dodds · Donte Mickens · Daniel Gallant · Edward Munro · Tyler Merren · John Mulhern jr. |
| Turniej kobiet (szczegóły)   | Kanada · Kelley Hannett · Amy Alsop · Contessa Scott · Annette Lisabeth · Viviane Forest · Nancy Morin    | Stany Zjednoczone · Nicole Buck · Robin Theryoung · Asya Miller · Lisa Banta · Jessica Lorenz · Jennifer Armbruster | Japonia · Madoka Sano · Eriko Kumakawa · Yuka Naoi · Mieko Asai · Yuki Naoi · Masae Komiya                              |

### Tabela medalowa
| Miejsce | Państwo           | Złoto | Srebro | Brąz | Razem |
| ------- | ----------------- | ----- | ------ | ---- | ----- |
| 1       | Dania             | 1     | 0      | 0    | 1     |
| 1       | Kanada            | 1     | 0      | 0    | 1     |
| 3       | Stany Zjednoczone | 0     | 1      | 1    | 2     |
| 4       | Szwecja           | 0     | 1      | 0    | 1     |
| 5       | Japonia           | 0     | 0      | 1    | 1     |
|         | Razem             | 2     | 2      | 2    | 6     |